# ناحیه ایوسکو، میشیگان
ناحیه ایوسکو (به انگلیسی: Iosco Township) یک منطقهٔ مسکونی در ایالات متحده آمریکا است که در شهرستان لیوینگستون، میشیگان واقع شده‌است.
 ناحیه ایوسکو ۹۱٫۸ کیلومتر مربع مساحت و ۳٬۸۰۱ نفر جمعیت دارد و ۲۸۳ متر بالاتر از سطح دریا واقع شده‌است.